# Рубашкин, Элиана
Элиана Рубашкин (исп. Eliana Rubinstein Rubashkyn; имя при рождении исп. Luis Alexander Bermudez Rubashkyn (Alexander B. Rubashkyn, Sasha Rubashkyn), род. 25 июня 1988, Богота, Колумбия) — бывший апатрид, гражданка Новой Зеландии, родившаяся в Колумбии. Известна как первый интерсекс-человек, который при рождении был записан и воспитывался как мальчик, но потом был признан женщиной в соответствии с Конвенцией ООН 1951 года о статусе беженцев. Рубашкин — фармацевт, химик и полиглот. В настоящее время Элиана работает ученым по снижению вреда и разрабатывает кампании поддержки для ЛГБТИ, ищущим статус беженца и интерсексам в Новой Зеландии.
Пол Рубашкин был признан женским в соответствии с Конвенцией ООН 1951 года о статусе беженцев. Дело Рубашкин привлекло внимание международных СМИ и юристов после того, как она подвергалась жестокому обращению и насилию после её задержания в международном аэропорту Гонконга из-за несоответствия её гендерной идентичности и фотографии в паспорте, что послужило тому, что Рубашкин стала на несколько лет лицом без гражданства и прожила в несколько лет в разных центрах для беженцев по всему району Юньлон, где подвергалась унизительному обращению.

## Личная жизнь
Родилась в Колумбии. Её мать, еврейского происхождения, переехала в Колумбию из Советского Союза (Украинской ССР) в 1970-х годах. При рождении её пол определили как мужской и воспитывали как мальчика. При этом Рубашкин родилась с интерсекс-вариацией синдром частичной нечувствительности к андрогенам.
В 2011 году получила степень по фармацевтике и химии в Национальном университете Колумбии. После изучения молекулярной биологии в Университете Гранады ей была предоставлена стипендия для обучения в аспирантуре в области общественного здравоохранения в Медицинском университете Тайбэя. Там же, на Тайване, она начала трансгендерный переход.
В течение года заместительная гормональная терапия резко изменила внешность Рубашкин из-за её частичной нечувствительности к андрогенам, и тайваньские иммиграционные власти потребовали, чтобы она обновила свой паспорт в ближайшем консульстве Колумбии, прежде чем она сможет начать второй год обучения в магистратуре, для чего она приехала в Гонконг, но, когда она прибыла в иммиграционный центр Международного аэропорта Гонконга, её продержали более восьми месяцев под стражей в нескольких центрах содержания и тюрьмах из-за её неоднозначного правового положения. Там она подвергалась жестокому обращению и постоянному сексуальному насилию и домогательствам.
Также содержалась под стражей в психиатрическом отделении больницы имени Королевы Елизаветы в Коулуне из-за попыток совершить самоубийство, что было вызвано жестоким обращением и сексуальным насилием.
В настоящее время Рубашкин живёт в Окленде, Новая Зеландия, где она в конечном итоге получила убежище в качестве беженца.
Изучала многие языки в центрах для беженцев, в которых она проживала в 2012, 2013 и 2014 годах.
Оставалась без гражданства до 3 апреля 2018 года, когда ей было предоставлено гражданство Новой Зеландии на основании исключительного положения, в которое она попала.

## Апатрид
В 2013 году ООН обратилась к другой стране с просьбой переселить Элиану из-за отсутствия защиты ЛГБТ и беженцев в Гонконге. Она отказалась связаться со своим домашним посольством, чтобы предотвратить депортацию из-за отсутствия дипломатической помощи, которую они предложили, и Элиана стала лицом без гражданства де-факто с 30 октября 2012 года. Положение Элианы как беженца ограничивало контакты, которые она могла иметь с властями Колумбии.

## Брак
2 июня 2015 года вышла замуж в Новой Зеландии за израильтянина по имени Итамар, но при регистрации брака была вынуждена использовать свое имя, данное ей при рождении, Луис Александр, вместо Элиана.

## Международная реакция
С помощью Amnesty International и Верховного комиссара ООН по делам беженцев Элиане был предоставлен статус беженца. Однако, поскольку Гонконг не ратифицировал Конвенцию ООН о беженцах 1951 года, страна не признала её беженкой и пыталась выслать Рубашкин в Колумбию.
Её дело привлекло внимание международного сообщества, особенно в Юго-Восточной Азии и Колумбии, где транс- и интерсекс-люди часто подвергаются преследованиям. Ее случай был также замечен в Новой Зеландии, стране, известной своей позицией в отношении равенства для ЛГБТ.
16 декабря 2013 года ООН приняла резолюцию о признании Рубашкин женщиной. Она стала первым интерсекс-человеком, признанным женщиной в Китае или Гонконге, не перенёсшей операцию по смене пола.
В мае 2014 года Новая Зеландия приняла её в качестве беженки и предоставила ей убежище. Её случай был первым в мире, в котором гендерная идентичность человека была признана на международном уровне.
История CNN о её борьбе и короткометражный документальный фильм о её жизни в Гонконге выиграли GLAAD Media Award в мае 2015 года.

## Гражданство Новой Зеландии
После шести лет безгражданства в апреле 2018 года правительство Новой Зеландии от имени Министерства внутренних дел предоставило Рубашкин гражданство Новой Зеландии на основании её исключительных обстоятельств.